# 吳同春
吳同春（1544年—？），字伯與，號中懷，河南汝寧府光州固始縣人，民籍，明朝政治人物、進士出身。

## 生平
隆慶元年（1567年）丁卯科河南鄉試第五十三名，會試第二十六名，萬曆二年（1574年）登甲戌科進士第二甲第十九名。授广德州知州，擢刑部员外郎，九年十一月往陕西恤刑，升山西太原府知府，十五年二月升山东提学副使，十八年正月升山东布政司左参政，管理漕运事务，十一月调任山西雁平道右参政，十九年十月以平五台山矿盗张守清等功，加按察使銜。父亲去世归乡。

## 家族
曾祖父吳廣義；祖父吳純；父吳梅。母聞氏。具庆下。弟同泰。